# Khristos Zekhouritis
Khristos D. Zekhouritis (in greco Χρήστος Ντ. Ζεχουρίτης?; fl. XX secolo) è stato un maratoneta greco.
Partecipò alla maratona dei Giochi olimpici di Saint Louis 1904, dove giunse decimo.